# Jan Ostaszewski

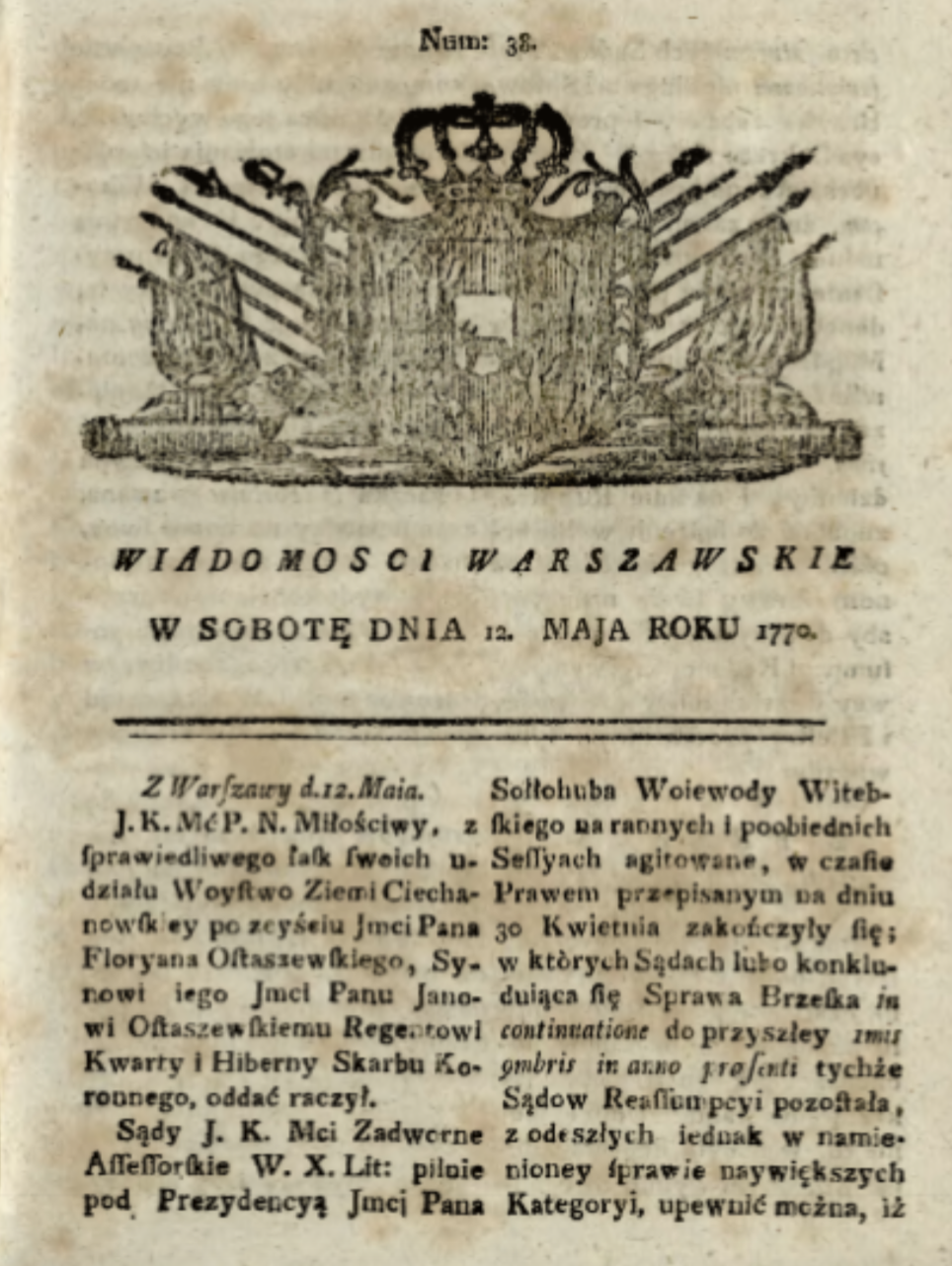
Wiadomości Warszawskie z 12 V 1770

Jan Ostaszewski (ur. 17 sierpnia 1745, zm. 13 czerwca 1819) – chorąży przasnyski, pisarz Komisji Skarbowej Koronnej, brat posła na Sejm Czteroletni Nereusza Ostaszewskiego i biskupa płockiego Tomasza Ostaszewskiego.

## Życiorys
Pochodził ze szlacheckiej rodziny Ostaszewskich herbu Ostoja. Był synem Floriana Ostaszewskiego, wojskiego ciechanowskiego, i Marianny z Bartołdów.
Odegrał rolę w Komisji Skarbowej Koronnej, utworzonej w ramach reform ustrojowych zainicjowanych przez stronnictwo Czartoryskich. Komisja, której administracją kierował pisarz, była głównym organem państwa w zakresie polityki skarbowej i gospodarczej. Był kolejno regentem (rejentem), a od 1791 szefem administracji Skarbu Koronnego (pisarzem Komisji). Podpisywał się w imieniu Komisji na jej uniwersałach. Zdaniem historyka Tadeusza Korzona, jego teksty były "wybornie i z dzielną znajomością praw redagowane".
Po ojcu, zmarłym w 1770, dostał dobra Gołotczyzna koło Ciechanowa i urząd wojskiego ciechanowskiego, o czym informowały "Wiadomości Warszawskie" w dniu 12 maja 1770 roku:
"Z Warszawy dnia 12 Maia. Jego Królewska Mość Pan Nasz Miłościwy, z sprawiedliwego łask swoich udziału Woystwo Ziemi Ciechanowskiey po zeyściu Jegomości Pana Floryana Ostaszewskiego, synowi iego Jegomości Panu Janowi Ostaszewskiemu Regentowi Kwarty i Hiberny Skarbu Koronnego oddać raczył" (zob. obok).
Decyzją sejmu w 1775 otrzymał królewszczyzny Bielsk, Białą i Maszewo koło Płocka.
Piastował urzędy ziemskie w województwie mazowieckim kolejno: wojskiego ciechanowskiego (1770), cześnika przasnyskiego (1775), cześnika ciechanowskiego (1777), podstolego przasnyskiego (1778), podstolego ciechanowskiego (1778), stolnika ciechanowskiego (1782) i chorążego przasnyskiego (1785). W 1792 przystąpił do konfederacji targowickiej.
Był dwa razy żonaty: w 1773 z Franciszką z Nakielskich i w 1780 z Józefą z Okęckich, podstolanką warszawską. Z drugiej żony miał m.in. synów Jana (1792–1849), kapitana w armii Królestwa Polskiego, uczestnika powstania listopadowego i Józefa (1796–1852), po ojcu dziedzica dóbr Gołotczyzna, ożenionego z Joanną z Ostaszewskich (1807-1849). Zmarł 13 czerwca 1819 roku w Warszawie.